# Гайнан Хайри
Гайнан Хайри (Хайретдинов Гайнан Бадретдинович, 2 [15] июня 1903 — 16 октября 1938) — башкирский писатель и журналист, очеркист.

## Биография
Гайнан Хайри родился в 1903 году в деревне Старокулево (ныне Нуримановский район Башкортостана) в крестьянской семье. Обучался в Башкирском педагогическом техникуме в Оренбурге.
В 1924-26 секретарём Кулуевского волостного комитета комсомола в Аргаяшском кантоне БАССР.
С 1924 года работал журналистом и в комсомоле.
В 1927 работал редактором газеты «Башkортостан йэштэре» («Молодежь Башкортостана»).
В 1928—1933 ответственный секретарь журналов «Сэсэн» и «Трактор», одновременно учился на филологическом факультете Башкирского государственного педагогического института им. К. А. Тимирязева (ныне Уфимский университет науки и технологий).
В 1938 году репрессирован. Реабилитирован посмертно.

## Творчество
Первые произведения Хайри были напечатаны в 1922 году. Его перу принадлежат сборники очерков «В башкирской деревне» («Башҡорт ауылында»), «Забытая сказка» («Онотолған әкиәт»), «Лапти» («Сабата»); повести «Кооператоры» («Кооператорҙар»), «Жена» («Ҡатын»). Поэмы и стихи Хайри вошли в вышедший в 1927 году сборник «Наша весна» («Беҙҙең яҙ»). Его роман «Поворот» («Боролош»), один из первых в башкирской литературе, рассказывает о жизни башкирского общества в 1910—1920-е годы. Этот роман был издан лишь в 1967 году. Осталась незавершённой повесть «История трёх» («Өсәүҙең тарихы»), посвящённая жизни студентов конца 20-х — начала 30-х гг., впервые опубликована в 1990 году.